# Maintain
Maintain est un groupe allemand de metalcore.

## Histoire
Le groupe est formé en 1998. Ils sortent un split CD, un EP, ainsi que six albums studio. Au fil des années, le groupe donne d'innombrables concerts en Allemagne, en Belgique, en Suède, aux Pays-Bas, au Danemark, en Autriche, en Suisse et assure les premières parties de différents groupes comme As I Lay Dying, Killswitch Engage, Korn, Caliban, Neaera, Unearth et bien d'autres lors de leurs tournées européennes. Maintain assure également la première partie des tournées au Taste of Chaos et à Persistence. En outre, le groupe joue dans divers festivals comme le Reload Festival et le Pressure Festival. Maintain contribue à la bande originale du film allemand Lauf der Dinge ainsi qu'à celle de la série télévisée canadienne Todd and the Book of Pure Evil. En raison de changements de line-up, ils font une pause après leur dernière publication The Path, sortie en 2013 sur Swell Creek Records, et leur dernier show en 2015.
En 2022, l'EP This Hell Is Home est publié. Depuis 2023, le groupe entame une tournée en Allemagne avec une nouvelle formation. 

## Discographie
- 1999 : First Strike
- 2001 : Ignorance Is a Blessing
- 2003 : Expand the Power
- 2005 : Reveal Our Disguise to an Infinite Abyss
- 2007 : With a Vengeance
- 2011 : Lifetimes
- 2013 : The Path
- 2022 : This Hell Is Home (EP)